# Croitana aestiva
The Desert Sand-skipper (Croitana aestiva) là một loài bướm ngày thuộc họ Hesperiidae. Nó là loài đặc hữu của Bắc Úc.
Sải cánh dài khoảng 20 mm.